# Strafford, Missouri
Strafford är en stad i Greene County i Missouri. Vid 2010 års folkräkning hade Strafford 2 358 invånare.